# Élections législatives de 1986 dans le Haut-Rhin
Les élections législatives françaises de 1986 ont lieu le 16 mars 1986. Dans le département du Haut-Rhin, quatre députés sont à élire dans le cadre d'un scrutin proportionnel par liste départementale à un seul tour.

## Élus
| Député élu        | Parti | Parti    |
| ----------------- | ----- | -------- |
| Jean-Marie Bockel |       | PS       |
| Jean Grimont      |       | PS       |
| Pierre Weisenhorn |       | RPR      |
| Jean Ueberschlag  |       | RPR      |
| Jean-Paul Fuchs   |       | UDF (PR) |
| Joseph Klifa      |       | UDF (PR) |
| Gérard Freulet    |       | FN       |

## Résultats

### Résultats à l'échelle du département
|                       | Pour une majorité de progrès avec le président de la République Parti socialiste                            | Jean-Marie Bockel | 92 549  | 29,61  | 2 |  |  |
|                       | Liste RPR - Majorité alsacienne Rassemblement pour la République                                            | Pierre Weisenhorn | 73 241  | 23,43  | 2 |  |  |
|                       | Liste UDF - Alsace 86 Union pour la démocratie française                                                    | Jean-Paul Fuchs   | 70 665  | 22,61  | 2 |  |  |
|                       | Rassemblement national Front national                                                                       | Gérard Freulet    | 45 205  | 14,46  | 1 |  |  |
|                       | Liste écologiste pour l'Alsace Les Verts                                                                    | Solange Fernex    | 11 584  | 3,71   | 0 |  |  |
|                       | Liste présentée par le Parti communiste français Parti communiste français                                  | Guy Buecher       | 6 142   | 1,97   | 0 |  |  |
|                       | Alsace progrès Divers droite                                                                                | Dominique Taesch  | 4 437   | 1,42   | 0 |  |  |
|                       | Responsabilité - Alsace - Initiative – RE.AL.IT. Divers droite                                              | René Adolph       | 3 156   | 1,01   | 0 |  |  |
|                       | Liste des Indépendants Centre national des indépendants (MPA - RPPA)                                        | Roland Bader      | 2 187   | 0,70   | 0 |  |  |
|                       | Liste du Parti ouvrier européen Extrême droite (Parti ouvrier européen)                                     | Philippe Loisel   | 1 500   | 0,48   | 0 |  |  |
|                       | Liste MRG-MGP Mouvement des radicaux de gauche (MGP)                                                        | Edgar Wertheim    | 937     | 0,30   | 0 |  |  |
|                       | Liste du Mouvement pour un parti des travailleurs Extrême gauche (Mouvement pour un parti des travailleurs) | Fabrice Monnot    | 931     | 0,30   | 0 |  |  |
|                       | |                   |         |        |   |  |  |
| Inscrits              | Inscrits | Inscrits          | 430 141 | 100,00 | 7 |  |  |
| Abstentions           | Abstentions                                                                                                 | Abstentions       | 96 906  | 22,53  |   |  |  |
| Votants               | Votants | Votants           | 333 235 | 77,47  |   |  |  |
| Blancs et nuls        | Blancs et nuls                                                                                              | Blancs et nuls    | 20 701  | 6,21   |   |  |  |
| Exprimés              | Exprimés | Exprimés          | 312 534 | 93,79  |   |  |  |
| Source : Data.gouv.fr | |                   |         |        |   |  |  |

### Listes complètes en présence
| Liste Étiquette politique (partis et alliances) | Liste Étiquette politique (partis et alliances) | Candidats (et remplaçants éventuels) |
| ----------------------------------------------- | --- | --- |
|                                                 | Pour une majorité de progrès avec le président de la République Parti socialiste                                                                       | 1. Jean-Marie Bockel 2. Jean Grimont 3. Jacques Gaillard 4. Christine Barthet 5. José Schruoffeneger 6. Michel Samuel-Weis 7. Christophe Dominguez ————————————8. Charles Wendling 9. Jean-Pierre Baeumler |
|                                                 | Liste RPR - Majorité alsacienne Rassemblement pour la République                                                                                       | 1. Pierre Weisenhorn 2. Jean Ueberschlag 3. Gilbert Meyer 4. Jean-Luc Reitzer 5. Evelyne Sittig-Walter 6. Jean-Paul Sissler 7. Philippe Fady ————————————8. Pierre Meyer 9. Antoine Gissinger              |
|                                                 | Liste UDF - Alsace 86 Union pour la démocratie française (Centre des démocrates sociaux - Parti républicain)                                           | 1. Jean-Paul Fuchs 2. Joseph Klifa 3. Jean-Jacques Weber 4. André Weber 5. Brigitte Klinkert 6. Michel Naudo 7. Patrice Haefflinger ————————————8. Jean-Luc Schaffhauser 9. René Danesi                    |
|                                                 | Rassemblement national Front national | 1. Gérard Freulet 2. Yves Schoepfer 3. Michel Thévenot 4. Jacky Passier 5. Jacques Tissot 6. Francis Zoller 7. Edith Keller ————————————8. Christian Oudry 9. Germaine Husson                              |
|                                                 | Liste écologiste pour l'Alsace Les Verts | 1. Solange Fernex 2. Antoine Waechter 3. Bernard Sigrist 4. Jean-Pierre Frick 5. Pierre Schmitt 6. Michel Wurtz 7. Françoise Hund ————————————8. Andrée Hassler 9. Jean-Philippe Turlot                    |
|                                                 | Liste présentée par le Parti communiste français Parti communiste français                                                                             | 1. Guy Buecher 2. Francis Wurtz 3. Olinda Haeberle 4. Marceau Barny 5. Aimé Mure 6. Roger Biedermann 7. Michel Charles ————————————8. Joseph Simeoni 9. Jacques Chardon                                    |
|                                                 | Alsace Progrès, liste indépendante pour le développement économique et social Divers droite                                                            | 1. Dominique Taesch 2. Christine Schweitzer 3. Philippe Misslin 4. Paul Emile Woelffle 5. Gérard Hollinger 6. Pierre Bergantz 7. Roland Schwob ————————————8. Francis Demuth 9. Christine Diby             |
|                                                 | Responsabilité - Alsace - Initiative – RE.AL.IT. Divers droite                                                                                         | 1. René Adolph 2. Hubert Schneider 3. Elisabeth Isner-Conci 4. Louise Guenard 5. François Boeglin 6. Alain Beck 7. Jean Peter ————————————8. Roger Gagne 9. Daniel Better                                  |
|                                                 | Liste des Indépendants Divers droite (CNI - MPA - RPPA)                                                                                                | 1. Roland Bader 2. Jean-Jacques Fleck 3. Erwin Nodenschneider 4. Antoine Geier 5. Jean-Jacques Kapp 6. Jacques Laurent 7. William Offerlé ————————————8. René Spenlenhauer 9. Charles Zuber                |
|                                                 | Liste du Mouvement pour un parti des travailleurs Mouvement pour un parti des travailleurs                                                             | 1. Fabrice Monnot 2. Jean-Luc Hoffmann 3. Jean Gemberle 4. Sabine Muck 5. Christiane Schmitt 6. Liliane Aubry 7. Elisabeth Willemann ————————————8. Christian Girod 9. Rui Manuel Da Silva                 |
|                                                 | Liste du Mouvement des radicaux de gauche libéraux et des gaullistes de progrès Mouvement des radicaux de gauche - Mouvement de la gauche progressiste | 1. Edgar Wertheim 2. Georges Dursapt 3. Jean Bidault 4. Pierre Fleith 5. Barbara Wiebringhaus 6. Jean-Michel Kuentz 7. Robert Girard ————————————8. Pierre Cathala 9. René Schneider                       |
|                                                 | Liste du Parti ouvrier européen Parti ouvrier européen                                                                                                 | 1. Philippe Loisel 2. Abdalach Maadi 3. Jean-Paul Schicklin 4. Rezki Oudni 5. Svéa Weltmann 6. Jean Monteils 7. Jean Kuttler ————————————8. Amed Amraoui 9. Mohamed Nouali                                 |